# Næs Sund
Næs Sund är ett sund i Danmark.   Det ligger i Region Nordjylland, i den nordvästra delen av landet, 270 km väster om huvudstaden Köpenhamn. På väster sida sundet ligger området Thy i Thisteds kommun, på öster sida sundet ligger ön Mors i Morsø kommun. Tidigare fanns en färjeförbindelse över sundet, men den upphörde 2015.